# Еклак
Еклак (њем. Ecklak) општина је у њемачкој савезној држави Шлезвиг-Холштајн. Једно је од 112 општинских средишта округа Штајнбург. Према процјени из 2010. у општини је живјело 332 становника. Посједује регионалну шифру (AGS) 1061025, NUTS (DEF0E) и LOCODE (DE ELK) код.

## Географски и демографски подаци
Еклак се налази у савезној држави Шлезвиг-Холштајн у округу Штајнбург. Општина се налази на надморској висини од 1 метара. Површина општине износи 15,6 km². У самом мјесту је, према процјени из 2010. године, живјело 332 становника. Просјечна густина становништва износи 21 становника/km².